# Bộ Hồng hạc
Bộ Hồng hạc (danh pháp khoa học: Phoenicopteriformes) là một bộ chim nước, bao gồm hồng hạc và các họ đã tuyệt chủng. Hồng hạc (Phoenicopteriformes) cùng nhóm gần gũi nhất là chim lặn (Podicipedidae) gộp lại tạo thành nhánh Mirandornithes.
| Mirandornithes      | \| Phoenicopteriformes \| hồng hạc hiện đại \| \| \| hồng hạc hiện đại \| \| Podicipedidae \| chim lặn \| \| \| chim lặn \| |
|                     | \| Phoenicopteriformes \| hồng hạc hiện đại \| \| \| hồng hạc hiện đại \| \| Podicipedidae \| chim lặn \| \| \| chim lặn \| |
|                     | ... các nhóm chim hiện đại khác ...                                                                                         |
|                     | |
| Phoenicopteriformes | hồng hạc hiện đại |
|                     | hồng hạc hiện đại |
| Podicipedidae       | chim lặn |
|                     | chim lặn |

| Phoenicopteriformes | hồng hạc hiện đại |
|                     | hồng hạc hiện đại |
| Podicipedidae       | chim lặn          |
|                     | chim lặn          |

## Các hồ sơ hóa thạch
Chim hồng hạc và họ hàng của chúng đã được chứng thực rõ ràng trong các hồ sơ hóa thạch, với thành viên rõ ràng đầu tiên của họ Phoenicopteridae, Elornis, được biết đến từ cuối kỷ Eocene.

### Mối quan hệ với họ Palaelodidae
Palaelodidae – một họ "hồng hạc bơi" đặc biệt đã tuyệt chủng – được cho là họ hàng gần nhất của hồng hạc hiện đại, với chi Juncitarsus đã tuyệt chủng nguyên thủy hơn một chút so với nhánh chứa hồng hạc và chim lặn (Mirandornithes).
Giải phẫu bàn chân và cánh của hóa thạch của các loài thuộc họ Palaelodidae cho thấy rằng chúng là loài chim bơi trên mặt nước, chứ không phải chim biết lặn giống chim lặn như đã được đề xuất trong quá khứ. Cho dù là chim bơi hay chim lặn, thì cả các loài dạng hồng hạc nguyên thủy và họ hàng gần nhất của chúng, chim lặn, đều có tính sống dưới nước cao, cho thấy rằng toàn bộ nhánh Mirandornithes tiến hóa từ thủy sinh, có thể là tổ tiên bơi lội.